# Gasthof zur Mühle (Ismaning)

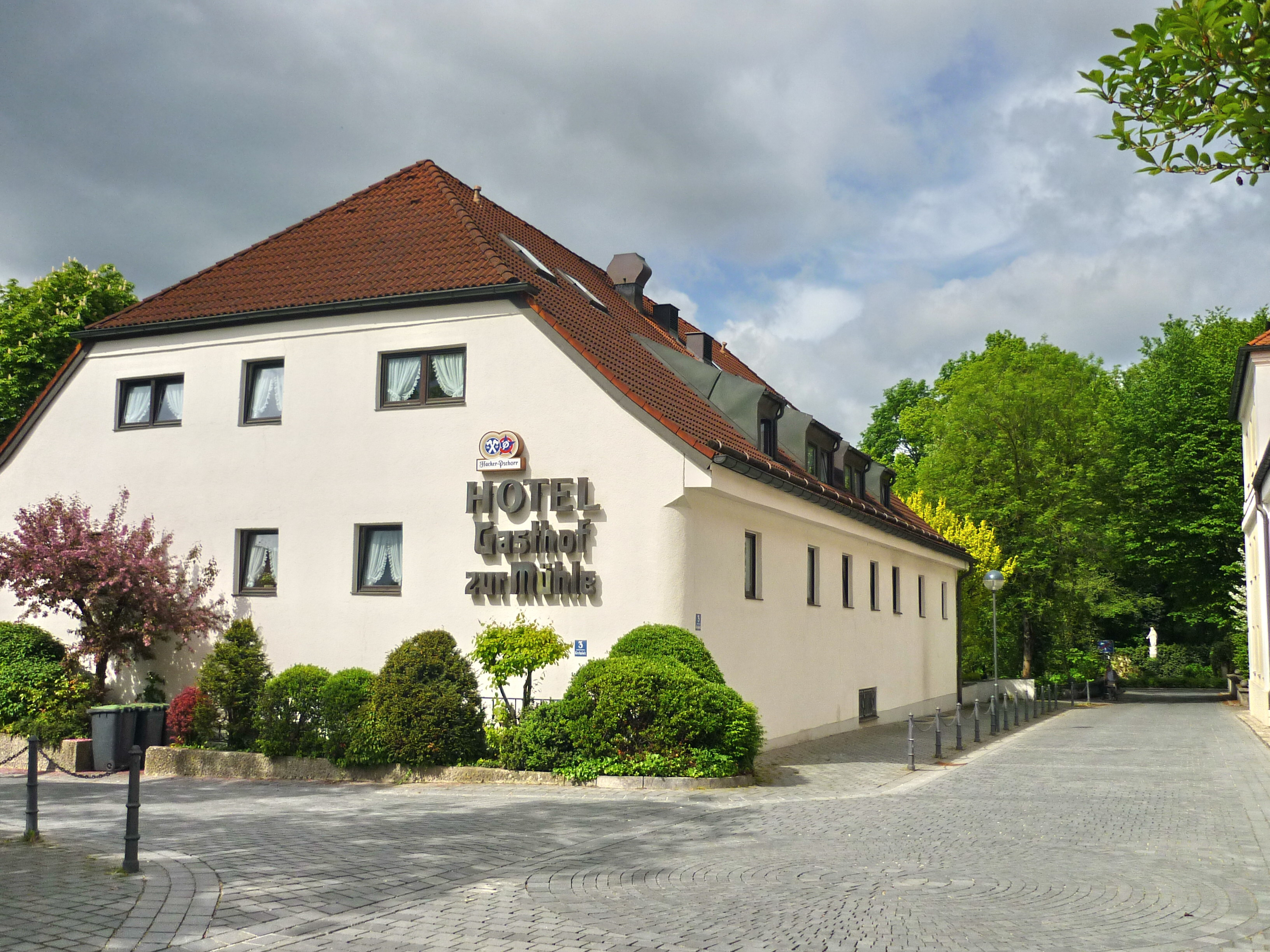
Gasthof zur Mühle

Der Gasthof zur Mühle ist ein traditionsreiches Wirtshaus in Ismaning (Oberbayern), Kirchplatz 3. Das denkmalgeschützte Haus wurde in seiner heutigen Form 1894 errichtet (Aktennummer D-1-84-130-8). Der Kern des Gebäudes dürfte jedoch aus dem 17. Jahrhundert stammen.
Das Gasthaus befindet sich in der Ortsmitte am westlichen Rand des Kirchplatzes gegenüber der Pfarrkirche St. Johann Baptist. Erbaut wurde es von dem Sägewerkbesitzer Anton Seidl und seiner Frau Katharina. Nach dem Brand des Sägewerkes 1898 wandte sich Seidl vollständig der Gastronomie zu. Inzwischen befindet sich das Gebäude in der dritten Generation im Familienbesitz.
Das Gebäude ist ein stattlicher, dreigeschossiger Putzbau mit einem für das Münchener Umland typischen Schopfwalmdach. In den 1990er Jahren wurde der Gasthof zu einem modernen Tagungshotel umgestaltet.